# Stazione di Barcellona-Castroreale (1890)
La stazione di Barcellona-Castroreale era una stazione ferroviaria intermedia sul vecchio tracciato della linea ferroviaria Palermo-Messina al servizio di Barcellona Pozzo di Gotto, Castroreale e degli altri centri limitrofi.

## Storia
Venne costruita come stazione passante in superficie sul vecchio tracciato della linea ferroviaria Palermo–Messina realizzato in ritardo rispetto al programma di costruzioni ferroviarie in Sicilia che, iniziato dalla Società Vittorio Emanuele, dovette essere completato prima dalla Società Italiana per le strade ferrate meridionali dal 1872 e finito, dal 1885 in poi, dalla Società per le Strade Ferrate della Sicilia.
La stazione entrò in servizio il 27 settembre 1890, unitamente al tronco Milazzo–Barcellona, della linea Messina-Palermo.
Rimase stazione capolinea dal 27 settembre 1890 al 14 giugno 1891, quando la ferrovia fu prolungata fino a Oliveri.
La stazione inizialmente era provvista di un piano caricatore coperto, di un magazzino merci e ponte a bilico. Il piano caricatore, sul quale venne costruito il magazzino merci, era provvisto di una rampa per permettere ai rotabili di accedervi.
Adiacente al magazzino merci vi erano alcuni binari tronchi adibiti ad ospitare i vagoni merci.
Col Bollettino Commerciale delle Ferrovie dello Stato n° 48 del 22 dicembre 1940, veniva sancito il cambio di denominazione da "Barcellona" a "Barcellona-Castroreale".
Nel 1986 iniziarono i lavori di raddoppio per la ferrovia Palermo-Messina e solo nel 1992 si arrivò a raddoppiare il tronco San Filippo-Santa Lucia-Terme Vigliatore che portò alla totale dismissione e chiusura della suddetta stazione il 30 novembre 1991, sostituita nello stesso giorno dalla nuova stazione di Barcellona-Castroreale sita al di fuori del centro abitato di Barcellona Pozzo di Gotto.
Tra il 1991 ed il 2002 si è svolto un processo di dismissione da parte di Trenitalia della tratta sulla linea storica tra le stazioni di Novara-Montalbano-Furnari e San Filippo-Santa Lucia, tratta a binario unico e risalente alla fine dell'Ottocento.

## Strutture e impianti
La stazione di Barcellona-Castroreale era situata al km 188 circa del vecchio tracciato a semplice binario della linea Palermo–Messina.
Il fabbricato viaggiatori era su due livelli, di cui il secondo piano era l'alloggio del capostazione, e non presentava elementi architettonici di rilievo.
Il fascio binari comprendeva complessivamente quattro binari di cui tre per servizio viaggiatori: il 1º era utilizzato in direzione, lato Palermo, il 2º quello di corretto tracciato, in direzione lato Messina, il 3º utilizzato anch'esso per servizio passeggeri, due per vagoni merci, ed infine uno tronco.

## Servizi
La stazione era fornita di:
- Biglietteria a sportello